# Златан Бръчков
Златан Стоянов Бръчков е български строителен инженер, офицер и политик, кмет на Варна от 25 април 1922 г. до 23 октомври 1922 г.

## Биография
Роден е на 25 декември 1869 г. (7 януари 1870 г.) в Свищов. Баща му Стоян Иванов Бръчков е търговец и крупен земеделски стопанин, майка му е Ангелина Бръчкова. Той е шестият, най-малък син в семейството. Средното си образование завършва в Реалната гимназия в Габрово през 1888 г. Постъпва във Федералния политехнически институт в Цюрих, Швейцария, където завършва през март 1892 г. и се дипломира като строителен инженер с тясна специализация в сферата на железопътното строителство. В периода април 1892 – януари 1893 г. работи като технически експерт в компанията на Обединените швейцарски железници в Галан. След завръщането си в България, през август 1893 г. постъпва на работа в Строителния отдел при Министерство на обществените сгради, пътищата и съобщенията като контролен инженер по изучаване строежа на железопътните линии. Под негово ръководство се осъществява проучването, строежа, обследването и въвеждането в експлоатация на строящите се в страната железопътни линии. Поема и функциите на държавен технически съветник и защитник при арбитражните дела по възникнали спорове между държавата и предприемачите по строежа на жп линиите София – Перник, София – Роман, Роман – Шумен.
Участва като технически експерт и ръководител при строежа на пристанища и железопътни линии, като акционер и член на управата на търговски и производствени предприятия и банки. В периода август 1901 г. до 1913 г. е технически директор в Безименно акционерно дружество за направа на Варненското пристанище. Ръководи строежа на кейовия пристан, пристанищните съоръжения и свързващия канал „море – езеро“, а по-късно е ликвидатор на дружеството. От 1906 г. участва в Безименно акционерно дружество за постройка на жп-линията Търново – Трявна – Борущица и ръководи строителните дейности по изграждането на линията, железопътните съоръжения и прилежащите станции. Включен е в състава на защитната техническа комисия на дружеството (1925 – 1927) при воденото арбитражното дело срещу държавата.
От 1903 до 1941 г. взема участие в управлението на Българско търговско параходно дружество – Варна като член (от 1903) и правителствен делегат (1928 – 1931) в Управителния съвет на дружеството. Упражнява ръководни функции като акционер и член на управата в Българско акционерно дружество за строене на кораби, локомотиви и вагони „Кораловаг“ – Варна, Първо българско акционерно дружество за детски играчки, метална и емайлна индустрия „Работник“ – Варна, Безименно акционерно автомобилно превозно дружество – Варна, риболовните производителни кооперации „Делфин“ и „Есетра“ във Варна, Черноморска кооперативна банка – Варна.
В периода 1911 – 1913 г. е народен представител от Варненски район в XV ОНС от прогресивнолибералната партия. Като народен представител е член на комисията, назначена от Министерския съвет за оценка и откупуване на железопътната линия Солун – Дедеагач, участва в Българо-румънската комисия по прилагане на Петербургския протокол за Силистра през 1913 г.
През месец декември 1908 г. при основаването на Варненската техническа служба става неин първи председател. Членува в УС на Българското търговско параходно дружество. Избран е за кмет на Варна на 25 април 1922 г. По време на неговия мандат се обръща внимание на план за топли морски бани, попълването на общинската каса, намаляване на цените на основни хранителни продукти. Сред инициаторите е на възобновяването на строежа на нова театрална сграда. На 23 октомври 1922 г. след като 12 съветници от БРП напускат общинския съвет и предвид напусналите по-рано шестима, съвета се разпада и с това приключва мандата на Бръчков.
От 1936 г. е член на Варненското околийско настоятелство на Съюза на непенсионираните държавни, окръжни и общински служители, основан през 1934 г., а от 1937 г. – член на Управителния съвет на централното ръководство. Основател е на Свищовска колония „Стъклен“ във Варна, членува във Варненското археологическо дружество, дружество „Червен кръст“, дружество „Милосърдие“, подпомага дейността на приют „Митрополит Симеон“, църковен настоятел е при Съборния храм „Св. Богородица“, Варна и др.
Военната си служба отбива през 1894 – 1895 г. в 4-ти артилерийски на Негово Царско Височество полк в София. През Балканската война, като народен представител, доброволно се мобилизира в състава на 2-ри Родопски отряд. От септември 1915 г. участва в Първата световна война в състава на 2-ра Понтонна рота към 1-ва Понтонна дружина при Втора българска армия. В подразделението подпоручик Златан Бръчков ръководи строително техническата дейност по ремонта и възстановяването на разрушени мостове и изграждане на понтонни съоръжения. През 1918 г. е офицер за връзка при Главната квартира в Кюстендил. Уволнен е с офицерски чин капитан.
Удостоен е с орден „Свети Александър“ – ІV и V ст., орден „За военна заслуга“ ІV и V ст., орден „За гражданска заслуга“ ІІІ ст., с Възпоминателни медали за войните 1912 – 1913 и 1915 – 1918 г.
Умира на 15 февруари 1957 г. в София.
Личният му архив се съхранява във фонд 736К в Държавен архив – Варна. Той се състои от 278 архивни единици от периода 1885 – 1956 г.